# Alexia Runggaldier
Alexia Runggaldier (Brixen, 27 november 1991) is een Italiaanse biatlete. Ze vertegenwoordigde haar vaderland op de Olympische Winterspelen 2014 in Sotsji en op de Olympische Winterspelen 2018 in Pyeongchang.

## Carrière
Runggaldier maakte haar wereldbekerdebuut in december 2011 in Hochfilzen. Op de wereldkampioenschappen biatlon 2012 in Ruhpolding eindigde ze samen met Dorothea Wierer, Nicole Gontier en Katja Haller. In december 2012 scoorde de Italiaanse in Hochfilzen haar eerste wereldbekerpunten. In Nové Město nam Runggalddier deel aan de wereldkampioenschappen biatlon 2013. Op dit toernooi eindigde ze als 37e op de 7,5 kilometer sprint, als 39e op de 10 kilometer achtervolging en als 78e op de 15 kilometer individueel. Tijdens de Olympische Winterspelen van 2014 in Sotsji eindigde de Italiaanse als 43e op de 15 kilometer individueel.
Op de wereldkampioenschappen biatlon 2016 in Oslo eindigde ze als tiende op de 15 kilometer individueel, tevens haar eerste toptienklassering in een wereldbekerwedstrijd. Op de estafette eindigde ze samen met Lisa Vittozzi, Karin Oberhofer en Dorothea Wierer op de zevende plaats. In januari 2017 stond Runggaldier in Antholz voor de eerste maal in haar carrière op het podium van een wereldbekerwedstrijd. In Hochfilzen nam de Italiaanse deel aan de wereldkampioenschappen biatlon 2017. Op dit toernooi veroverde ze de bronzen medaille op de 15 kilometer individueel. Daarnaast eindigde ze als negende op de 12,5 kilometer massastart, als vijftiende op de 10 kilometer achtervolging en als 43e op de 7,5 kilometer sprint. Op de estafette eindigde ze samen met Lisa Vittozzi, Federica Sanfilippo en Dorothea Wierer op de vijfde plaats.

## Resultaten

### Olympische Winterspelen
| Jaar | Plaats      | Onderdeel   | Onderdeel | Onderdeel     | Onderdeel  | Onderdeel | Onderdeel          |
| Jaar | Plaats      | Individueel | Sprint    | Achtervolging | Massastart | Estafette | Gemengde estafette |
| ---- | ----------- | ----------- | --------- | ------------- | ---------- | --------- | ------------------ |
| 2014 | Sotsji      | 43e         | –         | –             | –          | –         | –                  |
| 2018 | Pyeongchang | 33e         | –         | –             | –          | –         | –                  |

### Wereldkampioenschappen
| Jaar | Plaats            | Onderdeel   | Onderdeel | Onderdeel     | Onderdeel  | Onderdeel | Onderdeel          | Onderdeel                 | Onderdeel |
| Jaar | Plaats            | Individueel | Sprint    | Achtervolging | Massastart | Estafette | Gemengde estafette | Single gemengde estafette |           |
| ---- | ----------------- | ----------- | --------- | ------------- | ---------- | --------- | ------------------ | ------------------------- | --------- |
| 2012 | Ruhpolding        | –           | –         | –             | –          | 12e       | –                  |                           |           |
| 2013 | Nové Město        | 78e         | 37e       | 39e           | –          | –         | –                  |                           |           |
| 2016 | Oslo Holmenkollen | 10e         | –         | –             | –          | 7e        | –                  |                           |           |
| 2017 | Hochfilzen        | 3e          | 43e       | 15e           | 9e         | 5e        | –                  |                           |           |
| 2019 | Östersund         | 61e         | –         | –             | –          | 10e       | –                  | –                         |           |

### Wereldkampioenschappen junioren
| Jaar | Plaats      | Onderdeel   | Onderdeel | Onderdeel     | Onderdeel |
| Jaar | Plaats      | Individueel | Sprint    | Achtervolging | Estafette |
| ---- | ----------- | ----------- | --------- | ------------- | --------- |
| 2011 | Nové Město  | 43e         | 6e        | 8e            | Zilver    |
| 2012 | Kontiolahti | 20e         | 26e       | 14e           | Zilver    |

### Wereldbeker
Eindklasseringen
| Seizoen   | Algemeen | Individueel | Sprint | Achtervolging | Massastart |
| --------- | -------- | ----------- | ------ | ------------- | ---------- |
| 2012/2013 | 69e      | 62e         | 66e    | 64e           | –          |
| 2015/2016 | 69e      | 25e         | –      | 84e           | –          |
| 2016/2017 | 28e      | Brons       | 42e    | 36e           | 22e        |
| 2017/2018 | 68e      | –           | 71e    | 55e           | –          |
| 2018/2019 | 73e      | 64e         | 86e    | 55e           | –          |

Wereldbekerzeges
| Nr.        | Datum            | Plaats     | Onderdeel        |
| Estafettes | Estafettes       | Estafettes | Estafettes       |
| ---------- | ---------------- | ---------- | ---------------- |
| 1.         | 16 december 2018 | Hochfilzen | 4×6 km estafette |